# Marius Biegai
Marius Maria Biegai Cicha (ur. 27 kwietnia 1968 w Krakowie) – meksykański aktor teatralny, telewizyjny i filmowy polskiego pochodzenia.

## Życiorys
Urodzony w Polsce, w wieku czterech lat przeniósł się z rodziną do Berlina. Tam uzyskał dyplom na wydziale teatralnym, a następnie przeniósł się do Nowego Jorku, aby kontynuować naukę w Gene Frankel Theatre. Z czasem zamieszkał w Meksyku, gdzie występuje w teatrze, filmie, operze, telewizji i reklamie jako aktor i reżyser. 
W dniu 22 sierpnia 1998 roku ożenił się z aktorką Veronicą Falcón. Mają syna Luccę.

## Wybrana filmografia

### filmy fabularne
- 1997: Bliskość szczęścia razy cztery (Once We Were Strangers)
- 2000: Eisenstein jako dziennikarz
- 2004: Różowe rękawice (Pink Punch) jako Palkowski
- 2006: Ringo Starr (La balada de Ringo Starr) jako Steven Cunningham
- 2007: Ostatni ze sprawiedliwych (El último justo) jako polski żołnierz
- 2008: Podłącz się (Sleep Dealer) jako kamerzysta
- 2010: Salvando al Soldado Pérez jako Sasha Boginski

### filmy TV
- 1996: Niemożliwy ślub (Eine unmögliche Hochzeit) jako oficer policji
- 2002: Fidel jako Aleksey Alekseyev

### telenowele
- 1999: Numer dokumentu XY nierozwiązany (Aktenzeichen XY ungelöst) jako przestępca
- 2000: Młodzież marzy o DKDA (DKDA: Sueños de juventud) jako dr Brady
- 2003: Clap (Clap!... El lugar de tus sueños) jako Maestro
- 2005: Incognito jako producent
- 2007: Miłość jak tequila (Destilando amor) jako Hans Meinsdrucken
- 2007–2008: Pantera (El Pantera) jako Weber
- 2008: Róża z Guadalupe (La rosa de Guadalupe) jako Allson
- 2008: Sąsiedzi (Vecinos) jako dyrektor banku
- 2008–2009: Nie igraj z aniołem (Cuidado con el ángel) jako Fentanes
- 2008–2009: Pretendenci (Los simuladores) jako Ernesto
- 2009: Kameleony (Camaleones) jako Le Grange
- 2009: Bracia i detektywi (Hermanos y detectives) jako Molina
- 2009: Miłosny nokaut (Un Gancho al Corazón) jako Pan Carter
- 2009–2010: Morze miłości (Mar de amor) jako Gerente Mia